# Geomyoidea
Los geomioideos (Geomyoidea) son una superfamilia de roedores que incluye los geómidos y las ratas canguro, así como sus parientes fósiles. Actualmente, estos roedores sólo se encuentran en América.

## Taxonomía
- - Género †Griphomys (incertae sedis)
  - Género †Meliakrouniomys (incertae sedis)
  - Familia †Eomyidae
  - Familia †Heliscomyidae
  - Familia †Florentiamyidae
  - Familia Geomyidae
  - Familia Heteromyidae